# Gerhard Butze
Gerhard Butze (* 5. Juni 1926; † 25. Januar 2013 in Dresden-Cossebaude) war ein deutscher Bibliothekar, Kunsthändler und Antiquitätensammler.

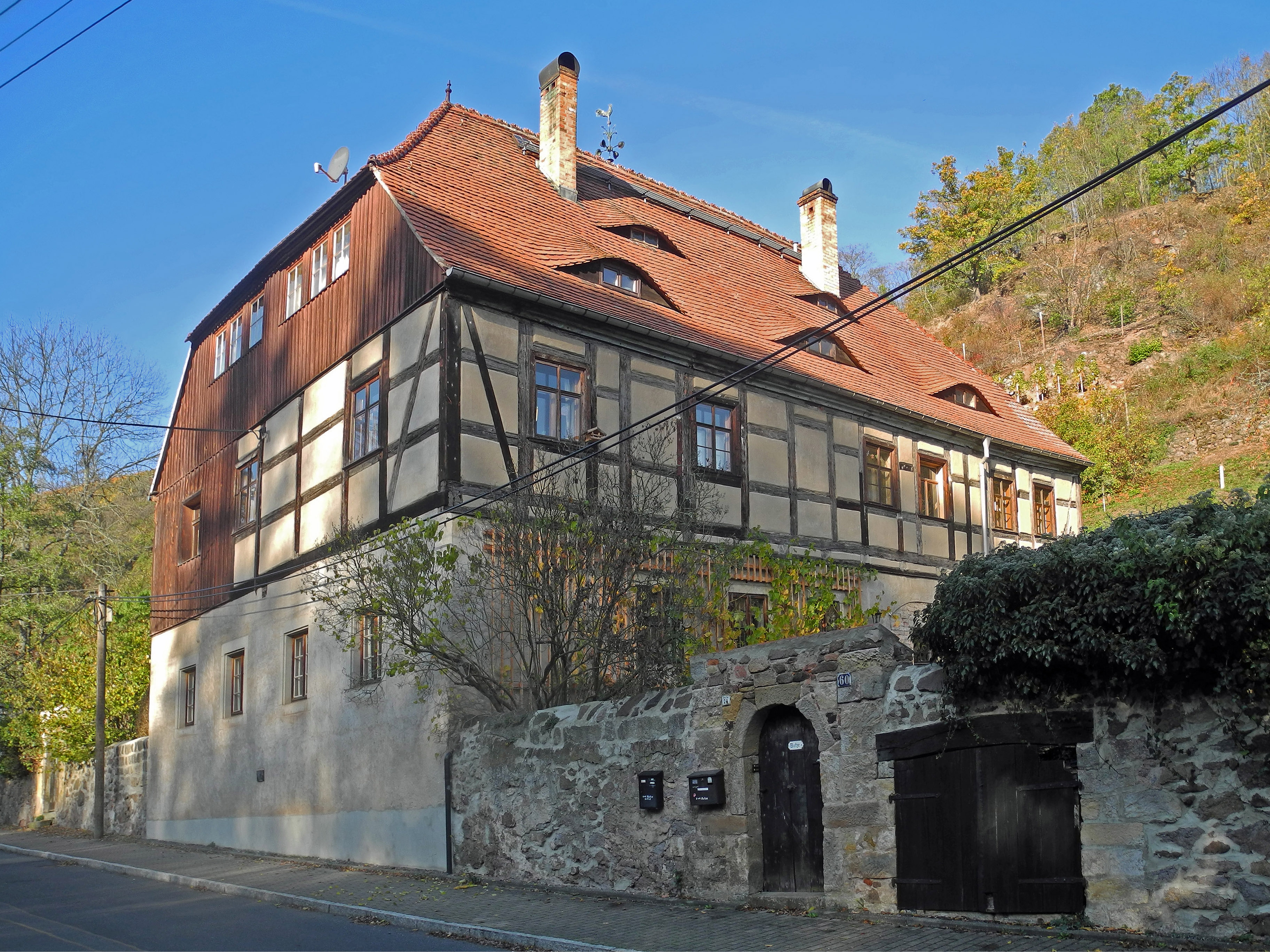
Wohnhaus von Gerhard Butze in Cossebaude

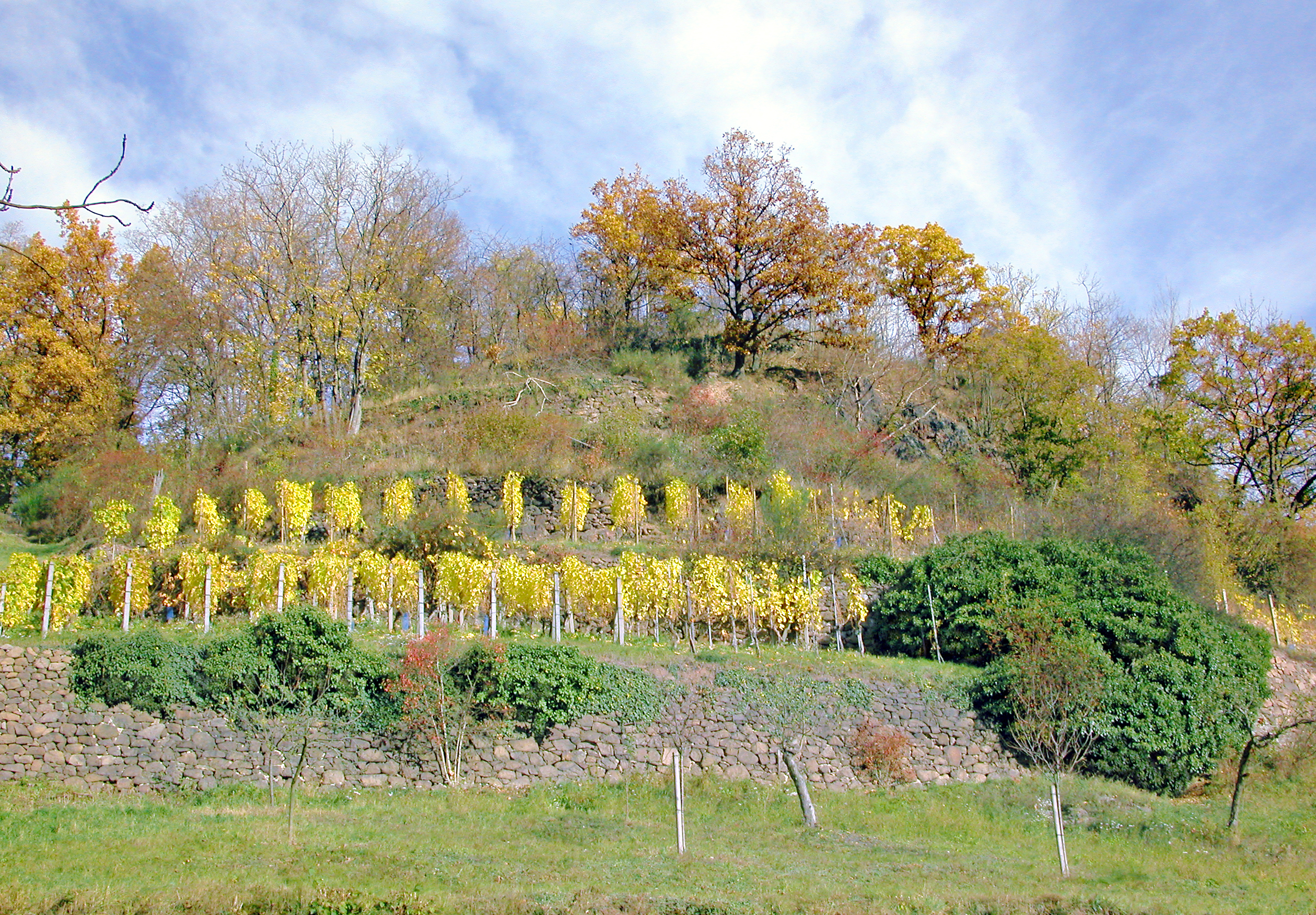
Weinberg beim Wohnhaus von Gerhard Butze

## Leben und Wirken
Butze war vor allem auf Büchereinbände spezialisiert, die er erforschte. Daneben sammelte er andere Antiquitäten. Er war viele Jahre tätig als Leiter der Außenstelle Dresden des Instituts für Denkmalpflege in der Deutschen Demokratischen Republik, aus der das für Sachsen zuständige Institut für Denkmalpflege in Dresden hervorging. Er verfasste zahlreiche wissenschaftliche Beiträge u. a. über alte Einbandkunst, Instandsetzungen von Inkunabeleinbänden, Denkmalpflege und Bibliotheken, Konservieren und Restaurieren.
1977 erwarb Butze das baufällige Haus Talstraße 60 in Cossebaude, das er mit seiner Familie vorbildlich und denkmalgerecht sanierte. Dadurch konnte eines der letzten Weinberghäuser im Gebiet der sächsischen Landeshauptstadt vor dem Verfall gerettet werden.
Seine Kunsthandlung musste Butze in der DDR aufgeben, da er nicht bereit war, sich dem Staatlichen Kunsthandel unterzuordnen.

## Schriften (Auswahl)
- Denkmalpflege und Bibliotheken. In: Der Bibliothekar 8 (1955), S. 120–122.
- Von alter Einbandkunst. In: Von Domen, Mühlen und Goldenen Reitern (zusammengestellt von Reimar Gilsenbach und Ursula Zielinski). Sachsenverlag, Dresden 1955, S. 121–131.
- Wappenplatten auf älteren Görlitzer Einbänden. In: Allgemeiner Anzeiger für Buchbindereien 70 (1957), Heft 8, S. 355–364 und Heft 10, S. 452.
- Zwei bemerkenswerte Platten auf einem Einband in Görlitz. In: Festschrift Ernst Kyriss, Stuttgart 1963, S. 281–286.
- Die Chronik der Familie Butze. Erdmannhausen, 2007.